# Endocytóza zprostředkovaná receptorem
Endocytóza zprostředkovaná receptorem je druh endocytózy, velmi účinný a zároveň selektivní transport makromolekul do nitra živočišné buňky.
Makromolekula, která má být přenesena přes cytoplasmatickou membránu, se naváže na pro ní specifické receptory, které jsou buď difúzně rozptýleny po povrchu membrány, nebo se hromadí ve specializovaných úsecích, zvaných „povlečené jamky“, anglicky coated pits. V případě, že receptory jsou rozptýlené po membráně, se po navázání ligandu shluknou.
Z druhé strany cytoplasmatické membrány je povlak tvořený polypeptidy, z nichž největší je klathrin. Molekuly klathrinu tvoří mřížku pěti- a šestiúhelníků, jakýsi koš, který vtahuje celou povlečenou jamku s receptory a navázaným ligandem do nitra buňky. Odškrcením vzniká opláštěný, klathrinový váček – transportní vezikul, ve kterém je navázaná částice předána endozómům.
V endozomu se receptor uvolní z komplexu s ligandem a vrací se v transportním váčku zpět do cytoplasmatické membrány k opětovnému použití. Přenesená makromolekula zůstává v buňce. Ve srovnání s podobnou, ale nespecifickou pinocytózou je endocytóza zprostředkovaná receptorem více než 1000× účinnější.